# Magyarpolány
Magyarpolány là một thị trấn thuộc hạt Veszprém, Hungary. Thị trấn này có diện tích 26,97 km², dân số năm 2010 là 1146 người, mật độ 42 người/km².